# Sie
Pour les articles homonymes, voir SIE.
Le sie (ou sye, ou encore erromanga) est une langue océanienne parlée dans l’île d’Erromango, au sud du Vanuatu. 

## Phonologie
Les tableaux présentent la phonologie du sie.

### Voyelles
|         | Antérieure | Centrale | Postérieure |
| ------- | ---------- | -------- | ----------- |
| Fermée  | i          |          | u           |
| Moyenne | e          | ə        | o           |
| Ouverte |            | a        |             |

Le schwa a un statut particulier :
- entre /h/ ou /ɣ/ et une autre consonne, ou une consonne et /ɣ/ ou /ŋ/, un schwa peut être inséré (ou éventuellement un [e] ou un [o], si la syllabe précédente contient cette voyelle). Ainsi, nehkil peut être prononcé [nehkil], [nehəkil] ou [nehekil].
- Certains mots ont un /ə/ sous-jacent, mais il n’est jamais prononcé ə : selon les cas, il est réalisé [o] ou n’est pas prononcé. Par exemple, la racine tenəm- (« enterrer ») donne tenom-yau (« enterre-moi ») et tenm-i (« enterre-le »)[4].

### Consonnes
|               |               | Bilabiales | Alvéolaires | Palatales | Vélaires | Glottale |
| ------------- | ------------- | ---------- | ----------- | --------- | -------- | -------- |
| Occlusives    | Occlusives    | p          | t           |           | k        |          |
| Fricatives    | Sourdes       |            | s           |           |          | h        |
| Fricatives    | Sonores       | v          |             |           | ɣ        |          |
| Nasales       | Nasales       | m          | n           |           | ŋ        |          |
| Roulée        | Roulée        |            | r           |           |          |          |
| Latérale      | Latérale      |            | l           |           |          |          |
| Semi-voyelles | Semi-voyelles | w          |             | j         |          |          |

Les occlusives sont aspirées en fin de mot. Elles peuvent être sonores entre une nasale homorganique et une consonne liquide, c’est-à-dire qu’un mot comme nentrap (« hibiscus ») peut être prononcé librement [nentrapʰ] ou [nendrapʰ].
/v/ possède trois allophones : [v], [β] et [f]. Le choix dépend du locuteur ; certains ne prononcent que [v].
/s/ se prononce [ʃ] après /t/ ; /r/ devient [d] après /n/.

### Accent tonique
L’accent tonique tombe sur l’avant-dernière syllabe, avec un accent secondaire sur la quatrième syllabe avant la fin pour les mots de quatre syllabes. Les diphtongues comptent comme une seule syllabe.

## Sources
- (en) John Lynch, « Liquid Palatalization in Southern Vanuatu », Oceanic Linguistics, vol. 35, no 1,‎ 1996, p. 77–95
- (en) Terry Crowley, An Erromangan (Sye) grammar, University of Hawai‘i Press, 1998, 294 p. (ISBN 9780824819354, présentation en ligne)